# Hocine Soltani
Hocine Soltani (arabsky: حسين سلطاني; 27. prosince 1972 Thénia – 1. března 2002 Marseille) byl alžírský boxer. Byl držitelem dvou olympijských medailí. Na olympiádě v Atlantě roku 1996 získal zlato v lehké váze (do 60 kg), čtyři roky předtím v Barceloně získal bronz v pérové váze (do 57 kg). Bronz má i z amatérského mistrovství světa v Sydney z roku 1991. Toho roku rovněž vyhrál boxerský turnaj na Afrických hrách v Káhiře. V roce 1998 přestoupil k profesionálům. Boxoval v profi ringu dva roky, absolvoval čtyři zápasy a všechny vyhrál, z toho dva KO. Poté se usadil ve francouzském Marseille, kde se živil jako prodejce aut. V roce 2002 šel na schůzku se dvěma muži, kteří chtěli vyvézt dva vozy do Alžírska. Po této schůzce zmizel a rodina i policie po něm marně pátraly dva roky. V září 2004 bylo na území Marseille nalezeno mrtvé tělo. Ačkoli to rodina odmítala, testy DNA potvrdily, že šlo o Soltaniho. Muž, s nímž měl mít Soltani v osudný den schůzku, byl vypátrán, zatčen a odsouzen za únos s následkem smrti k trestu osmi let vězení.